# 希臘正教會

希臘正教（正教会，下方藍色线条）與其他基督教派的分流、关系圖

希臘正教會（希臘語：Ελληνορθόδοξη Εκκλησία）是羅馬帝國國家教會分裂後，羅馬正教會的幾個教會統稱，其神學根植於早期教父以及拜占庭文化，禮拜儀式使用通用希臘語。與普世牧首共融。其起源於近東的早期基督教以及拜占庭帝國，当代東正教修道活动最重要的中心為在埃及西奈半島的聖凱瑟琳修道院和以及馬其頓的阿索斯山。
東西教會大分裂時與天主教會各分東西，並與斯拉夫等正教會共融成為東正教會。

## 沿革
希臘正教的起源可以追溯到公元一世紀的巴爾幹和中東地區教會，它保留了許多古代教會的傳統。希臘正教以及普世正教會不像天主教會一樣以單一主教管轄，如教宗，而是由多個自主教會組成一個群集。並由君士坦丁堡普世牧首為平等的精神領袖。
希臘正教重視與其他東正教教會（如俄羅斯東正教）的團結與交流。東正教有著共同的教義和崇拜儀式，他們認為自己不是一個個獨立的教會，而是作為同一個教會的一小部份。希臘正教最著名的是其保有豐富意象的傳統（參見：拜占庭藝術）、對上帝和聖母的崇拜、以及使用可以追溯到公元四世紀，由聖約翰創立的富有東正教特色的事奉聖禮。
現今有部分希臘東正教徒，其祖先歷史可以追溯到拜占庭和奧斯曼時期，他們的祖先使用阿拉伯語或希臘語，生活在土耳其南部、以色列、巴勒斯坦、伊拉克、敘利亞、黎巴嫩、約旦和埃及。他們使用阿拉伯語且保持了拜占庭的希臘文化傳統。君士坦丁堡在基督教創立以來的前八個世紀，其在羅馬帝國的影響範圍內是基督教最重要的智慧，文化和社會發展與傳承中心，而今日希臘正教的大多數儀式、傳統和做法至今仍然在君士坦丁堡教會運作。於公元10世紀，希臘正教使得斯拉夫民族開始發展文明以及與其他歐洲國家接觸，並發展出了斯拉夫正教會禮儀。

## 圖片

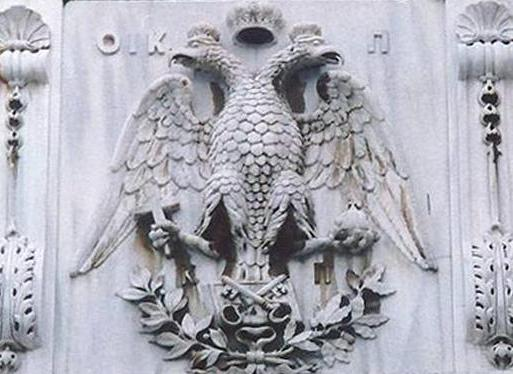
君士坦丁堡普世牧首區的徽章
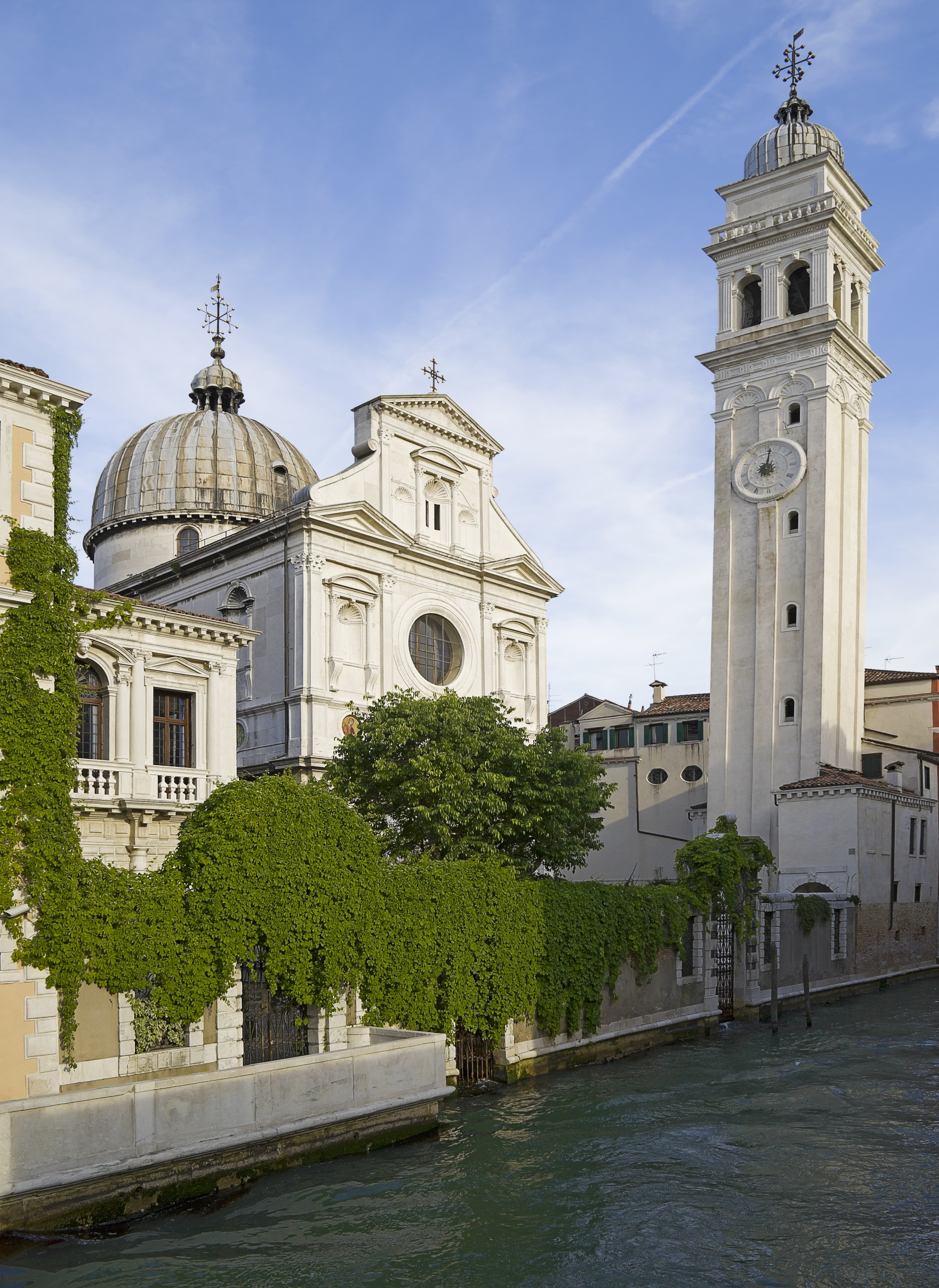
希臘人於1548年在威尼斯建立的聖喬治教堂
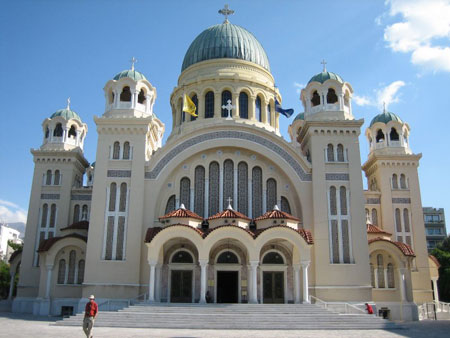
在希臘帕特雷的聖安德魯教堂
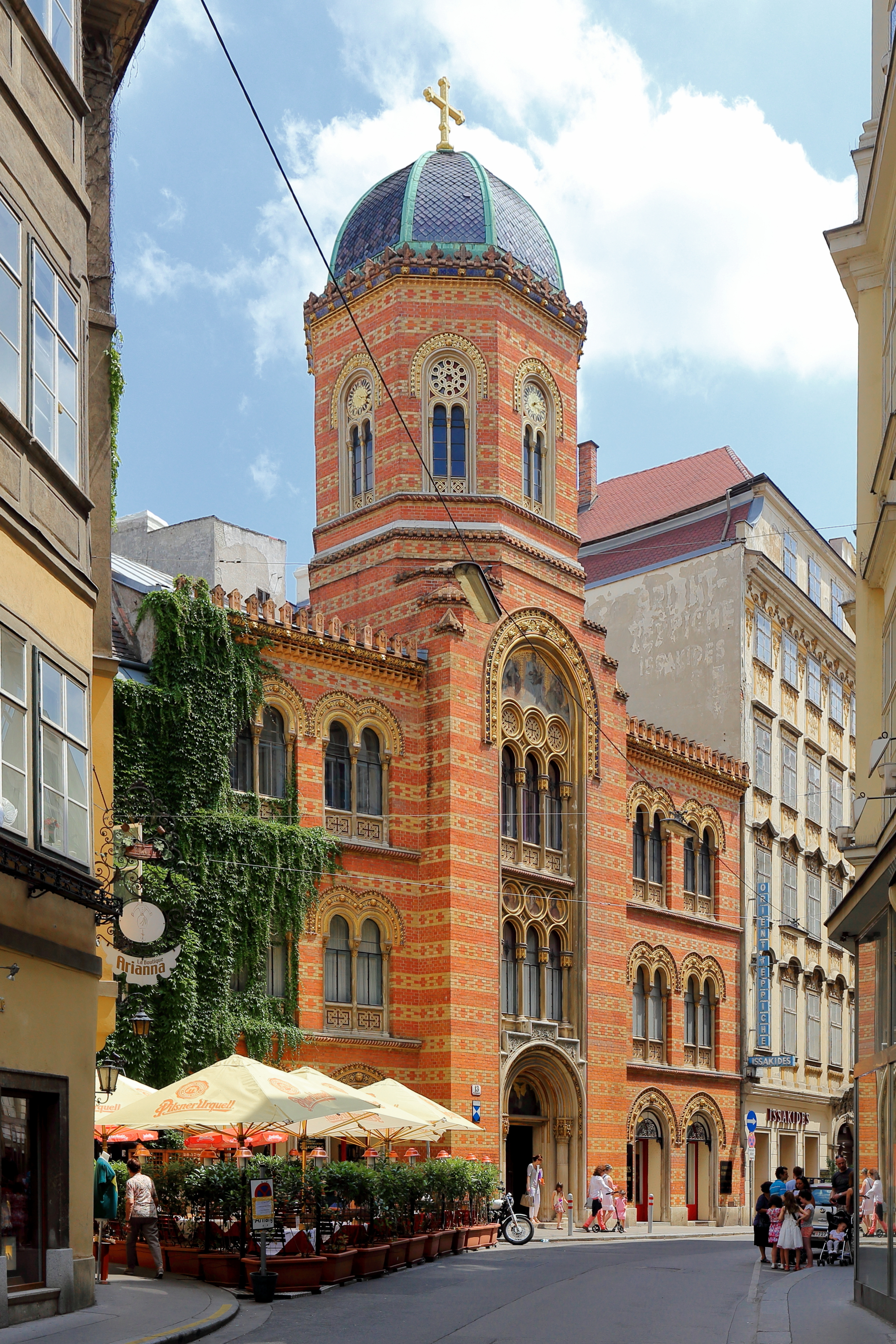
特奧費爾·翰森於1856年設計的聖三一希臘教堂
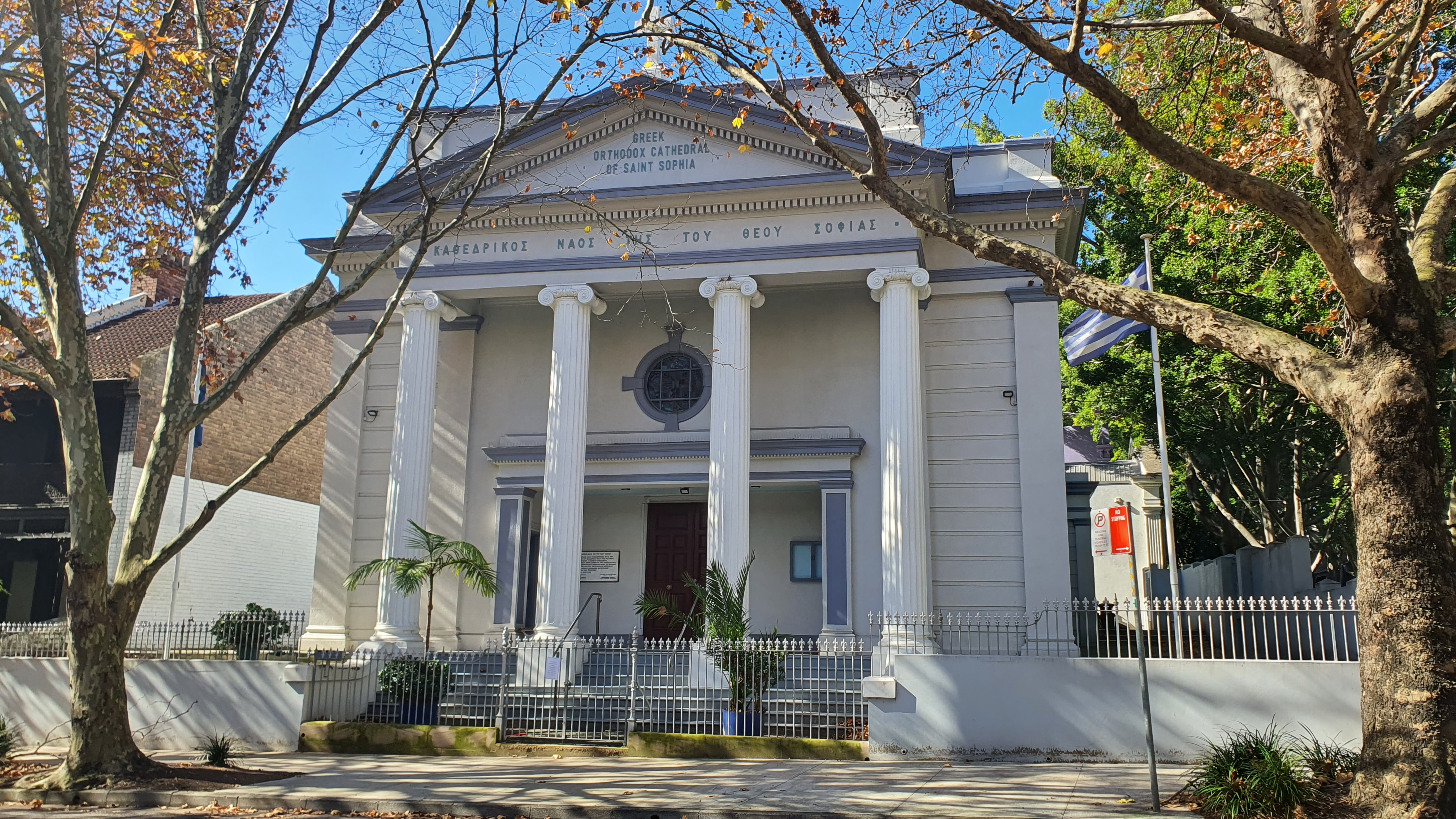
澳大利亞悉尼的聖索菲亞大教堂（1925年成立）
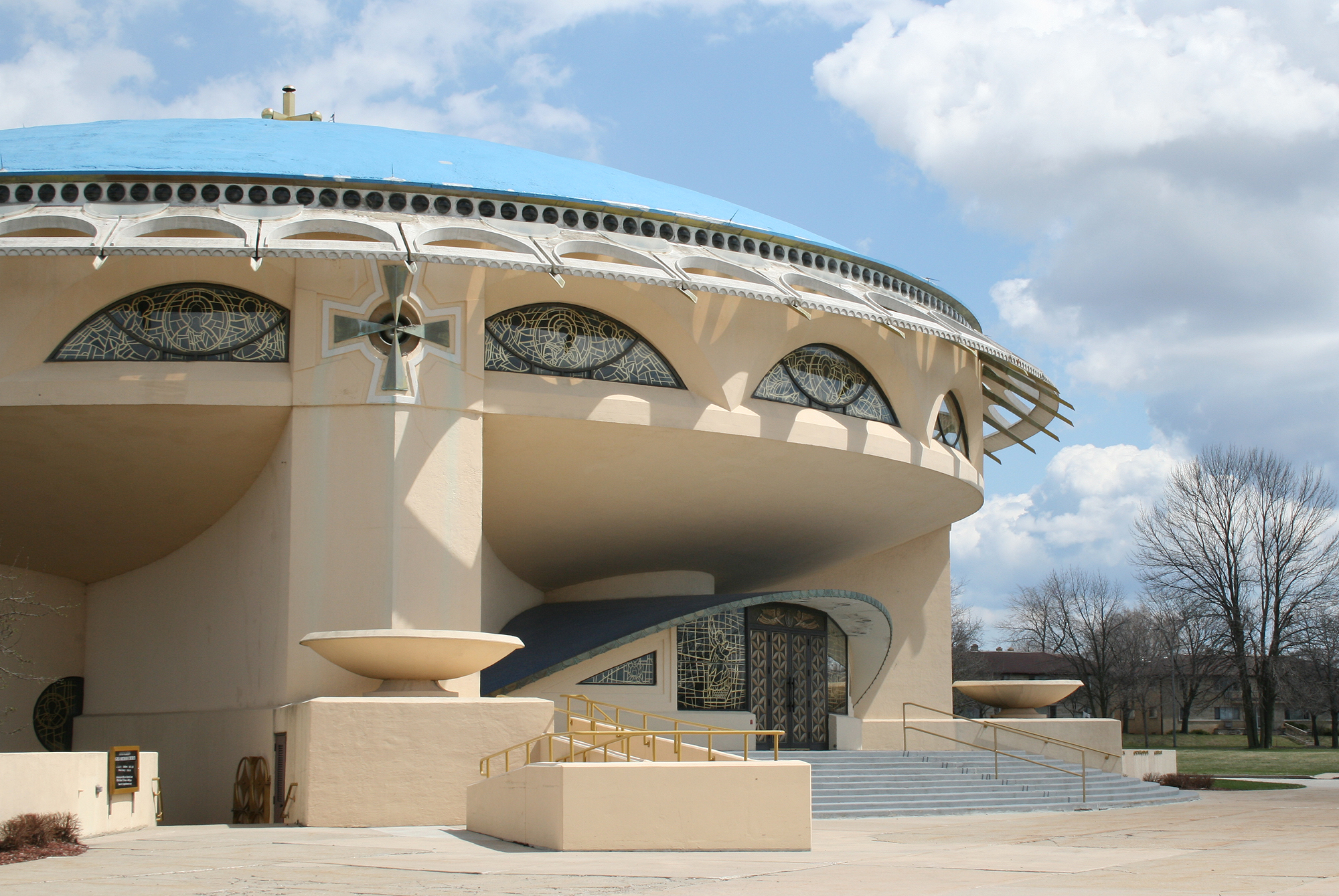
在美國沃瓦托薩，由弗蘭克·勞埃德·賴特所設計的聖母報喜教堂
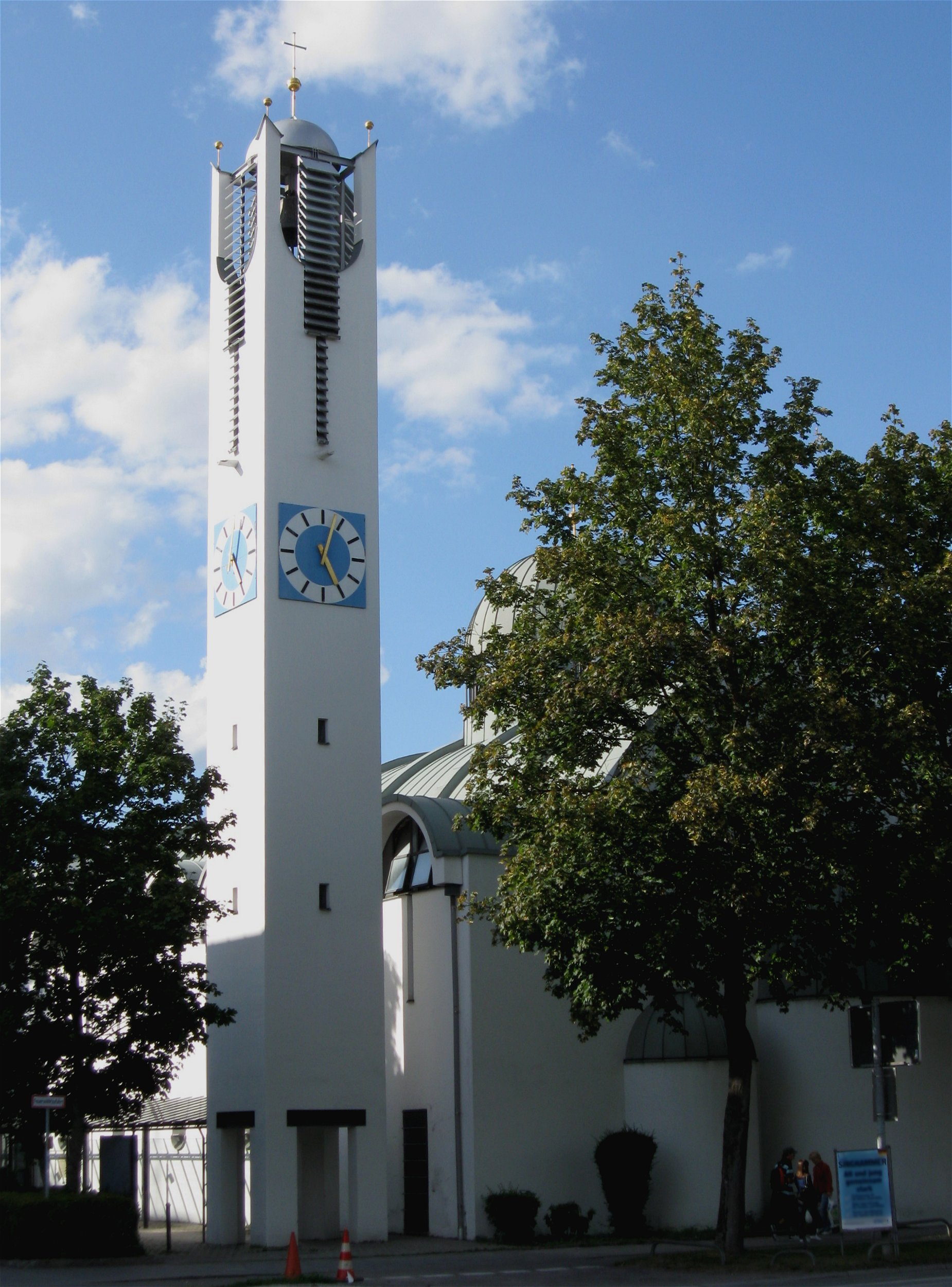
於1995年慕尼黑的諸聖教堂
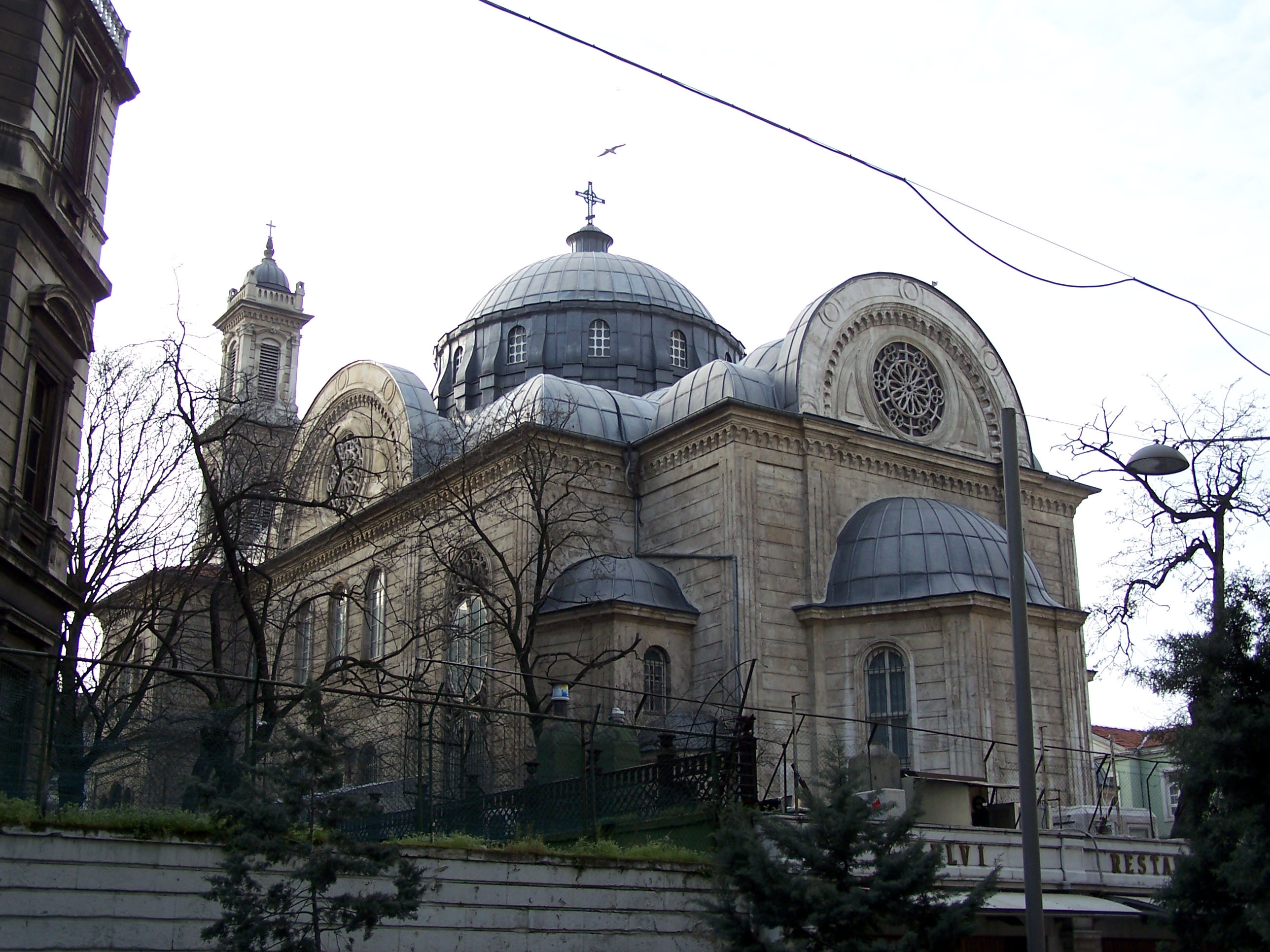
在伊斯坦布爾的聖三一教堂